# Hebelei
Hebelei ist ein Ortsteil der sächsischen Gemeinde Diera-Zehren im Landkreis Meißen. Gemeinsam mit Göhrisch gehörte Hebelei ursprünglich zu Naundorf und kam mit diesem am 1. November 1935 zu Niederlommatzsch, am 1. Januar 1994 zur Gemeinde Zehren und am 1. Januar 1999 zur Gemeinde Diera-Zehren. Heute bilden Hebelei und Göhrisch den eigenständigen Ortsteil Hebelei von Diera-Zehren.

## Geographie

### Geographische Lage und Verkehr

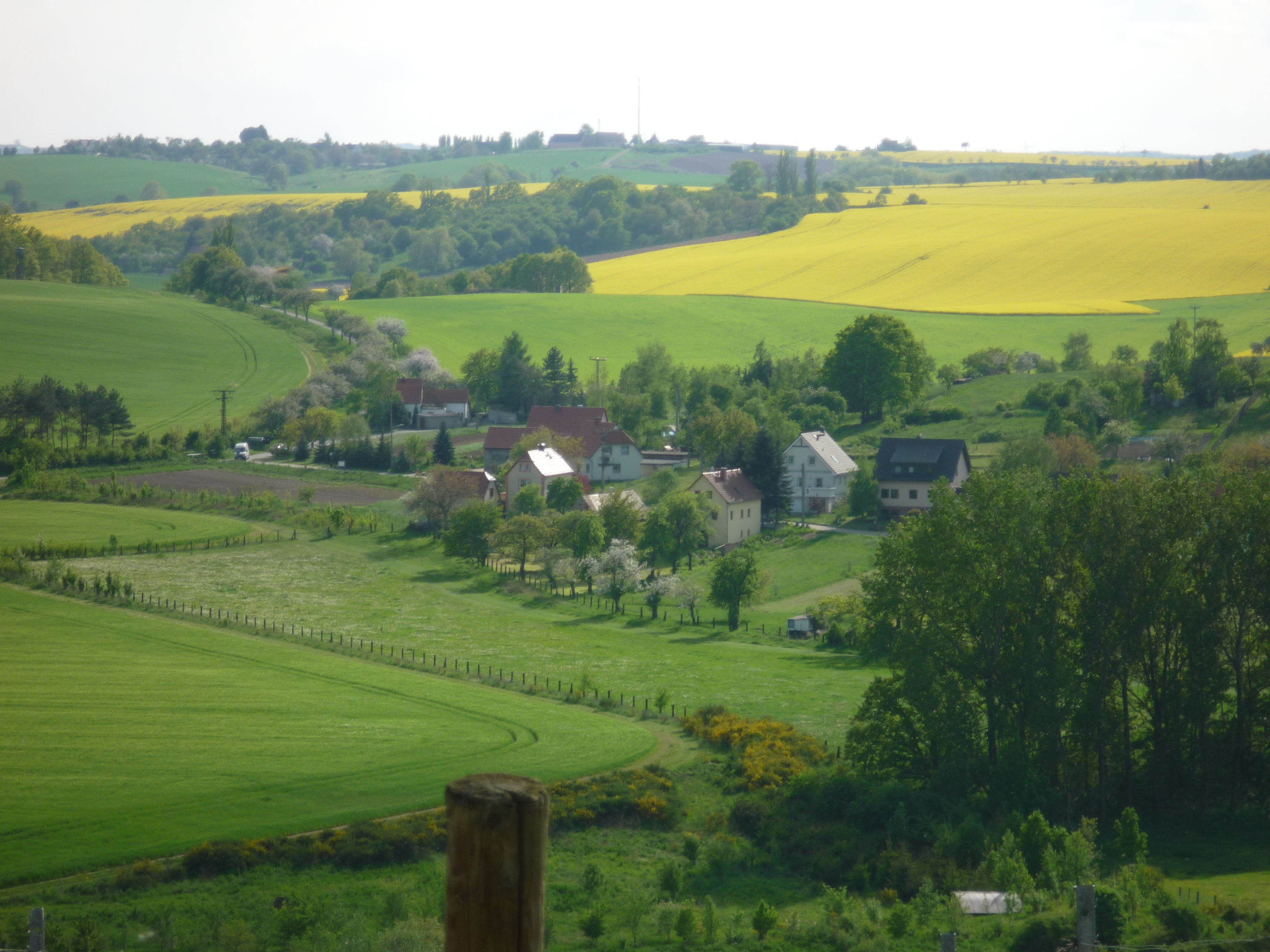
Blick auf einen Teil von Hebelei

Hebelei liegt in der Lommatzscher Pflege. Der Ort befindet sich am linken Ufer der Elbe, welche die Gemarkung in einem Bogen im Süden, Osten und Norden begrenzt. Im zentralen Teil der Ortsflur liegt die Siedlung Hebelei mit dem Naturerlebniszentrum Elbepark Hebelei. Im Norden wird Hebelei vom Wölkischen Wasser begrenzt. Göhrisch, bestehend aus dem Göhrischgut, der Alten Schmiede, der Göhrischgärtnerei und dem 152,4 Meter hohen Göhrischfelsen, befindet sich in der südlichen Ortsflur von Hebelei.
Hebelei befindet sich an der Kreisstraße 8071 etwa zwei Kilometer von Zehren entfernt. Der Elberadweg führt durch den Ort.

### Nachbarorte
| Niederlommatzsch | Seußlitz                                    |         |
| Naundorf         | Kompassrose, die auf Nachbargemeinden zeigt | Diesbar |
| Niedermuschütz   | Nieschütz                                   |         |

## Geschichte

### Göhrisch

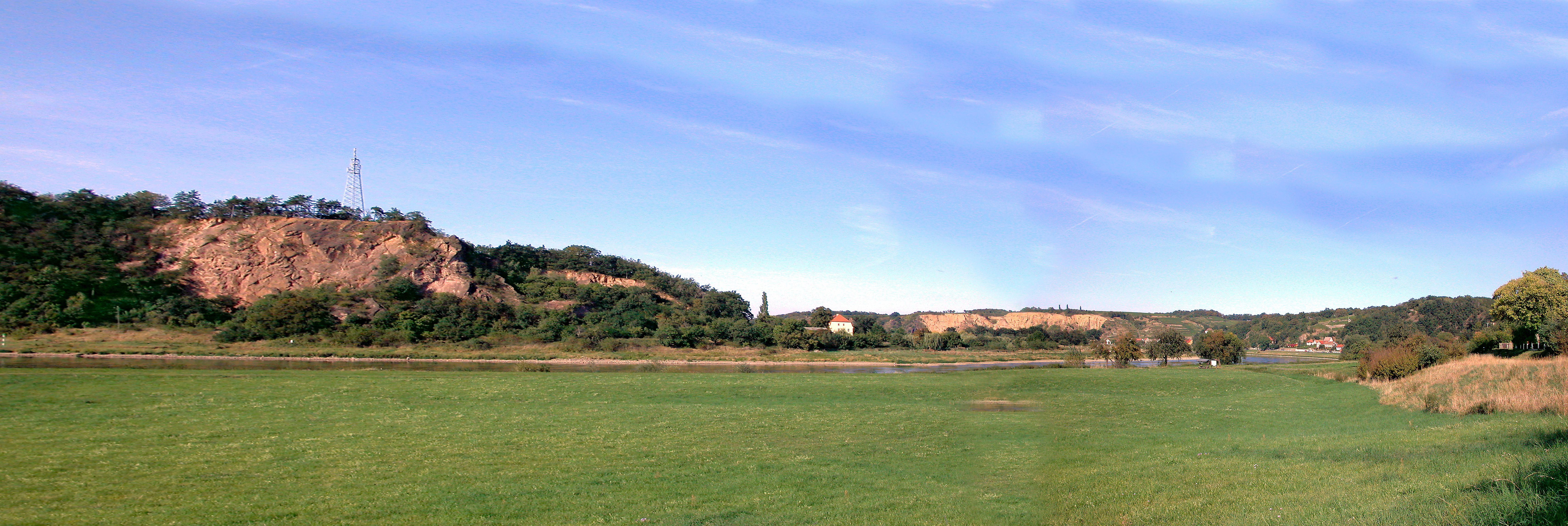
Schanze und Göhrischgut (Diera-Zehren)

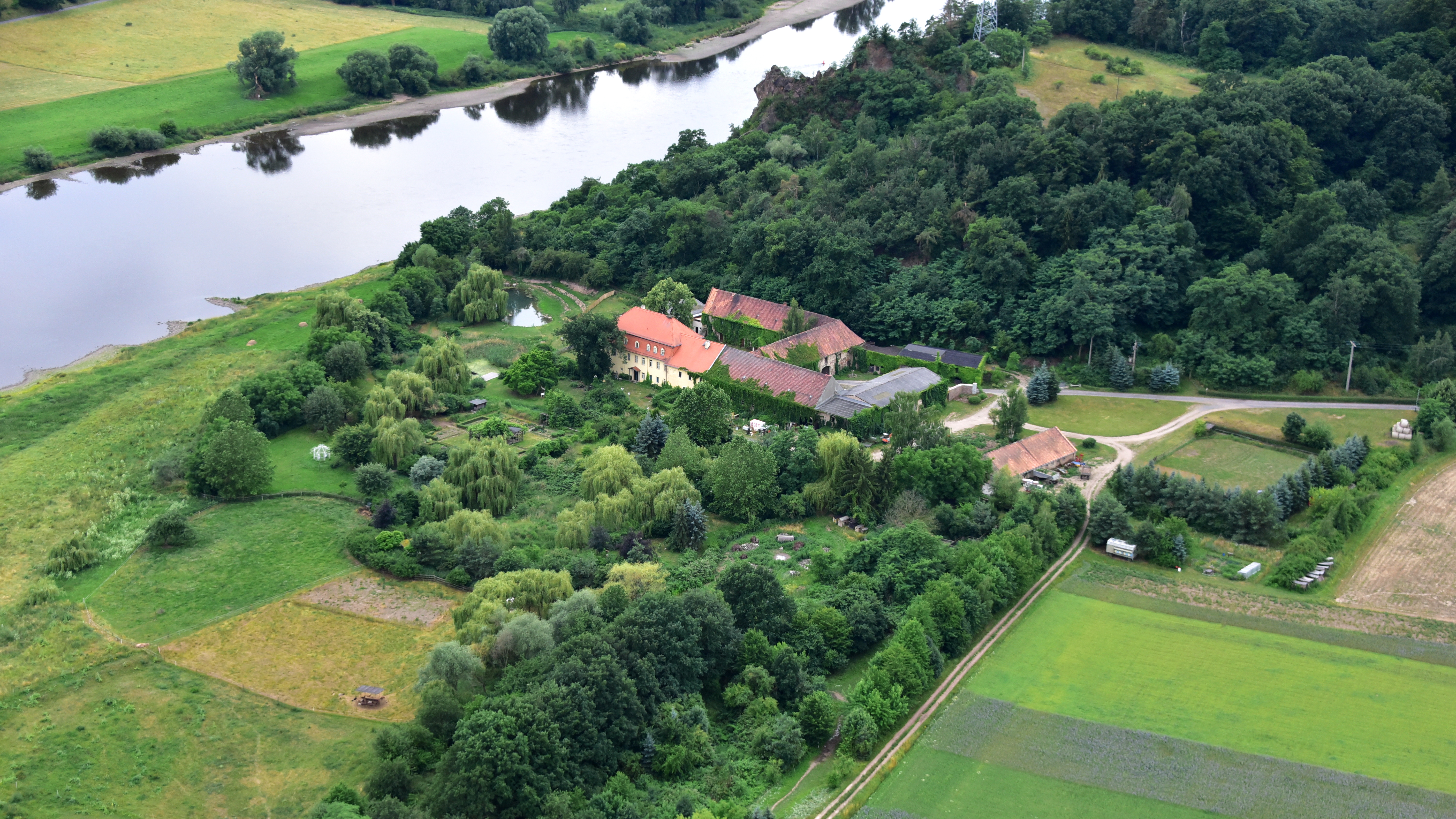
Das Göhrischgut südlich von Hebelei

Bereits zur Bronzezeit war die Rauhe Furt an der Elbe zwischen Göhrisch und Löbsal von drei großen bronzezeitlichen Wallanlagen bewacht. Die Rauhe Furt war eine Übergangsstelle, die genutzt wurde, um die Zölle bei den offiziellen Übergangsstellen zu sparen. Die Wallburgen in Löbsal und Göhrisch wurden zu Beginn der Bronzezeit um 2000 v. Chr. angelegt. Die sich einst auf dem Göhrischfelsen befindliche Wallburg umfasste ein Gebiet von etwa 250 m Länge und 200 m Breite. Sie war zu zwei Seiten gesichert. Dies waren einerseits die Steilhänge zur Elbe, an denen der ursprüngliche Zugang hinauf führte, und ein stellenweise noch vorhandener, bis zu 12 m hoher Wall aus Holz und Erde in Richtung des Hinterlands. Durch den bis in die Mitte des 20. Jahrhunderts andauernden Granitabbau in diesem Gebiet wurde die seit 1935 als Bodendenkmal geschützte Wallanlage in erheblichem Maße zerstört.
Das Vorhandensein eines zum Castrum Meißen gehörigen Herrensitzes in Göhrisch ist mit der urkundlichen Nennung eines Heinricus de Geres im Jahr 1313 belegt. Die Grundherrschaft über Göhrisch lag um 1696 und 1764 beim Rittergut Jahnishausen. Kirchlich ist Göhrisch bis heute nach Zehren gepfarrt. Göhrisch unterstand bis ins 19. Jahrhundert dem kursächsischen bzw. königlich-sächsischen Erbamt Meißen. Das im 15. Jahrhundert entstandene Görischgut, dessen Bausubstanz auf die zweite Hälfte des 18. Jahrhunderts zurückgeht, war einst das größte linkselbische Weingut. Erste urkundliche Belege für Winzer auf dem Gut Göhrisch datieren auf das Jahr 1639. Um 1733 wurde das Weinberghaus (Göhrischgärtnerei) errichtet, es folgten 1835 Teile des Gutshofs und um 1800 das Gutshaus.

### Hebelei
Hebelei wurde bei der Beschreibung Elbeflut im Jahre 1784 als die Höbeley erwähnt. Von dem bis 1840 in Hebelei betriebenen Weinbau zeugen die Mauerreste und früheren Terrassen im Ort. August Schumann nennt 1828 im Staats-, Post- und Zeitungslexikon von Sachsen Hebelei betreffend u. a., dass Hebelei zur Commun Naundorf gerechnet wird und sieben, unter dem kursächsischen bzw. königlich-sächsischen Schulamt Meißen und nach Zehren pfarrende Häusler besitzt.

### Hebelei mit Göhrisch als Ortsteil

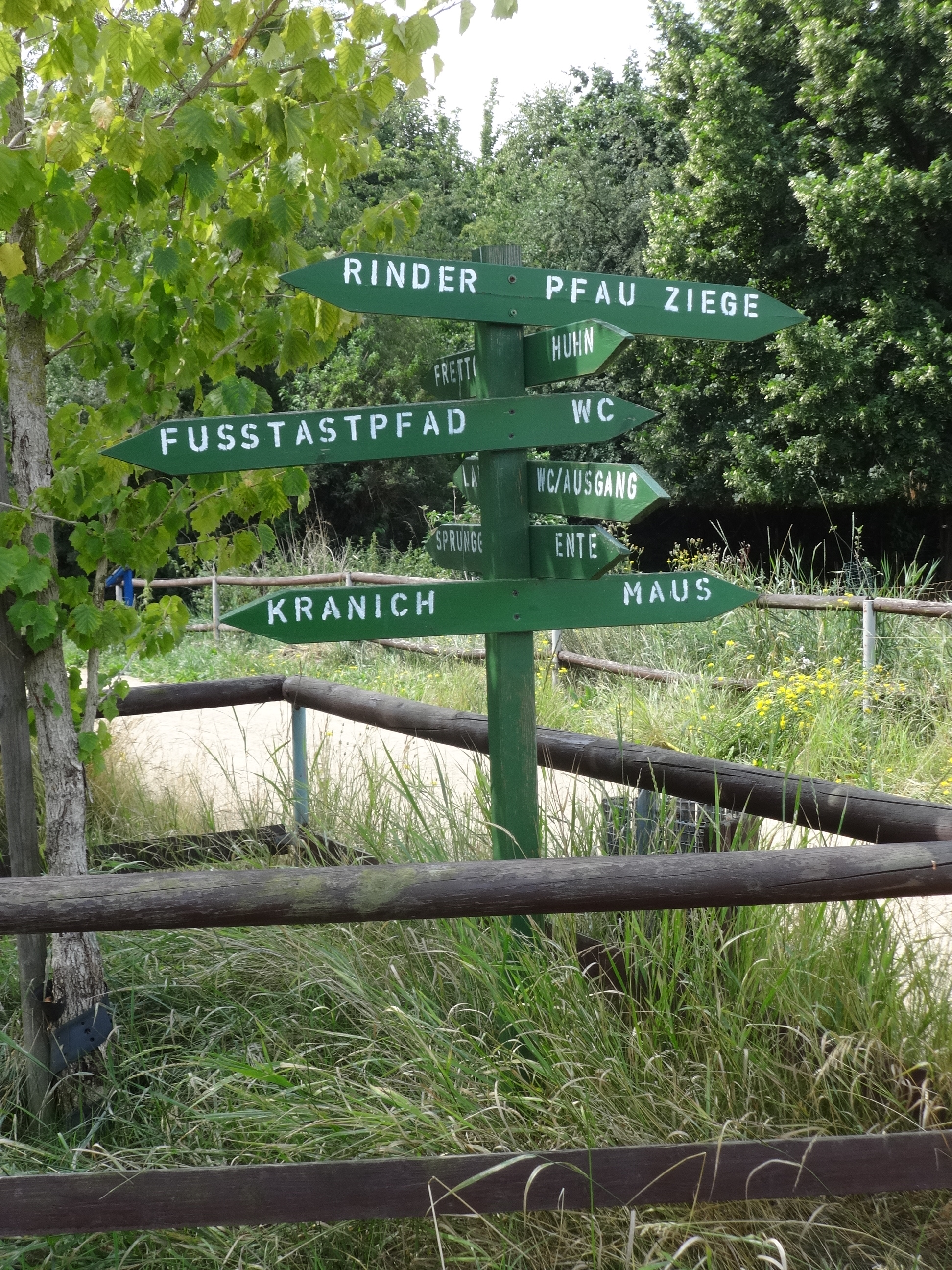
Wegweiser in Naturerlebniszentrum Elbepark Hebelei

Hebelei und Göhrisch galten im 19. und beginnenden 20. Jahrhundert als Ortsteile von Naundorf. Dadurch unterstanden sie seit 1856 der Verwaltung des Gerichtsamts Meißen und seit 1875 der Verwaltung der neu gegründeten Amtshauptmannschaft Meißen. Am 1. November 1935 wurde Naundorf mit seinen Ortsteilen nach Niederlommatzsch eingemeindet, welches durch die Kreisreform 1952 zum aus der Amtshauptmannschaft gebildeten Kreis Meißen im Bezirk Dresden kam, der sich in der Nachwendezeit mehrmals vergrößerte. 1972 eröffnete das Naturerlebniszentrum Elbepark Hebelei, in welchem vom Aussterben bedrohte Haustiere gehalten und gezüchtet werden.
Am 1. Januar 1994 wurde Niederlommatzsch mit seinen Ortsteilen nach Zehren eingemeindet. Diera und Zehren schlossen sich am 1. Januar 1999 zu Diera-Zehren zusammen, seitdem sind Naundorf und sein einstiger Ortsteil Hebelei mit Göhrisch jeweils eigenständige Ortsteile dieser Gemeinde.